# Colville Young
Colville Young (20 de noviembre de 1932) es un político y escritor beliceño, que ocupó el cargo de Gobernador General de Belice desde diciembre de 1993 hasta abril de 2021.
Colville fue uno de los fundadores del Partido Liberal, una formación política de corta vida que terminó por unirse al Partido Democrático Unido. Se interesó por el desarrollo de las instituciones educativas de su país y en los ochenta llegó a ser presidente del University College of Belize. Publicó diversos libros sobre literatura beliceña, así como poemas y libros de relatos cortos.

## Gobernador General (1993-2021)
Young se convirtió en gobernador general de Belice poco después de que el UDP bajo Esquivel recuperara el poder en las elecciones de 1993 . Es el gobernador general con más años de servicio de todos los tiempos en el Commonwealth . Young participa activamente en la creación y el mantenimiento de relaciones con dignatarios y países extranjeros.  También participa activamente en la comunidad más amplia de Belice, específicamente en educación y formación de profesores. 
En 2017, se crearon varios perfiles de Facebook falsos y no autorizados con el nombre de "Colville Young". Se advirtió a los ciudadanos que no interactuaran con los perfiles ya que toda la comunicación del gobernador es compartida por la Oficina de Prensa del Gobierno de Belice. 
Young se retiró como gobernador general el 30 de abril de 2021. Froyla Tzalam lo sucedió como gobernadora general el 27 de mayo de 2021. 